# Amin Affane
Amin Affane (* 21. Januar 1994 in Angered) ist ein ehemaliger schwedischer Fußballspieler.

## Sportlicher Werdegang
Affane erlernte das Fußballspielen beim schwedischen Verein Lärje-Angereds IF. Anfang 2010 wurde er vom FC Chelsea entdeckt und aufgenommen. Er unterschrieb einen Dreijahresvertrag. In der Zeit bei Chelsea bestritt er unter anderem Ligaspiele für die U-21-Mannschaft. Im August 2012 liehen die Londoner den Schwede für ein Jahr an den niederländischen Erstligisten Roda JC Kerkrade aus. In 15 Partien schoss er ein Tor in der Hinrunde gegen den FC Groningen. Nachdem die Leihe in Kerkrade geendet hatte und auch der Vertrag bei Chelsea ausgelaufen war, wechselte Affane zu Energie Cottbus in die Niederlausitz. Er erhielt dort einen Vertrag bis Sommer 2016. Nach dem Cottbuser Abstieg aus der zweiten Liga verließ er den Klub bereits nach einem Jahr wieder und wechselte zur U-23 des VfL Wolfsburg. Ein Jahr später wechselte er zum Zweitligisten Arminia Bielefeld. Auf Grund von Heimweh wechselte Affane nach einem halben Jahr beim DSC im Januar 2016 zurück in seine Heimat Schweden. Dort schloss er sich dem AIK Solna an. Nach zwei Jahren folgte innerhalb von Schweden ein Wechsel zum IFK Göteborg. 2019 wurde er an Örgryte IS verliehen. Im Jahr 2021 beendete er seine Karriere.